# Fåhävröstloken
Fåhävröstloken är en sjö i Härjedalens kommun i Härjedalen och ingår i Ljusnans huvudavrinningsområde. Fåhävröstloken ligger i Rogen Natura 2000-område.